# Puig Ventós (Vilallonga de Ter)
El Puig Ventós és una muntanya de 1.247 metres que es troba al municipi de Vilallonga de Ter, a la comarca catalana del Ripollès.